# الدان
الدان هو صنف من أصناف الزيتون السوري، وشجرته كبيرة الحجم تأخذ الشكل الكروي، اما ثماره فذات حجم متوسط ومتطاول.

## الاستفادة
ويتصف بكونه ثنائي الغرض يستخدم لإنتاج الزيت وثماره تصلح لتصنيع زيتون المائدة (تخليل أسود وأخضر).، تتراوح نسبة الزيت فيها مابين 20-22٪.

## الإنتاجية
وهو صنف ذو إنتاجية عالية خاصة وانه قليل المعاومة ويتراوح إنتاج الشجرة من هذا الصنف تحت الظروف البعلية مابين 30-40 كغ/ثمار سنوياً.

## الاحتياجات المائية
ينتشر الصنف في مناطق الزراعة البعلية الداخلية ذات معدل أمطار مابين 350-450مم/سنوياً حيث ينتشر بشكل خاص في مناطق ريف دمشق وبشكل أقل في محافظة درعا والسويداء. ويشكل ما نسبته 1.18% من إجمالي مساحة الزيتون في سورية.

## مقاومة الأمراض
شجرة زيتون الدان مقاومة لحفار الساق ومقاومة لعين الطاووس والجفاف.

## طالع أیضا
- زيتون
- جلط تدمري
- مهاطي
- محزم أبو سطل
- مصعبي
- قيسي
- جلط
- دعيبلي
- خضيري